# Michelle King
Michelle King (de soltera Stern; nacida en 1958) es una escritora y productora de televisión estadounidense. Está casada con Robert King, que también es su compañero de redacción. La pareja creó la serie de drama legal The Good Wife, que les valió el premio Writers Guild of America Award. También han creado la comedia-drama BrainDead.

## Primeros años
Michelle es judía. Conoció a Robert en 1983, cuando era estudiante de último año de UCLA y trabajaba a tiempo parcial en la tienda de calzado deportivo de FrontRunners. La pareja se casó en 1987. Tienen una hija, Sophia.

## Carrera
Michelle King, junto con su esposo, cocrearon la breve serie de teatro In Justice en 2006. La serie se emitió como un reemplazo de temporada en ABC. Además del piloto, King coescribió el episodio "Golden Boy". La serie no se renovó tras completar un total de trece episodios en la primera temporada.
Los Kings cocrearon una segunda serie de drama legal titulada The Good Wife. Ellos sirvieron como productores ejecutivos para la serie. Además del episodio piloto, coescribieron los episodios "Stripped", "Unorthodox", "Hi" y otros doce episodios. King y el equipo de escritores fueron nominados para el Premio de la Asociación de Escritores de América a la Mejor Serie Nueva por The Good Wife.
Michelle King y su esposo Robert también crearon y produjeron la serie de thriller BrainDead, que se emitió en CBS del 13 de junio de 2016 al 17 de octubre de 2016 antes de ser cancelada. Ese mismo año, la pareja confirmó un spin-off de The Good Wife llamado The Good Fight (2017-2022) y en 2023 se confirmó un segundo spin-off que fue estrenado en 2024 llamado Elsbeth.

## Filmografía

### Televisión
| Título        | Año            | Crédito  | Crédito   | Crédito   | Crédito              | Señal              | Notas                         |
| Título        | Año            | Creadora | Directora | Escritora | Productora ejecutiva | Señal              | Notas                         |
| ------------- | -------------- | -------- | --------- | --------- | -------------------- | ------------------ | ----------------------------- |
| 2009–2016     | The Good Wife  | Sí       | No        | Sí        | Sí                   | CBS Paramount+     | Junto a su marido Robert King |
| 2016          | BrainDead      | Sí       | No        | Sí        | Sí                   | CBS Paramount+     | Junto a su marido Robert King |
| 2017–2022     | The Good Fight | Sí       | No        | Sí        | Sí                   | CBS Paramount+     | Junto a su marido Robert King |
| 2019–presente | Evil           | Sí       | No        | Sí        | Sí                   | CBS Paramount+     | Junto a su marido Robert King |
| 2020          | Your Honor     | No       | No        | No        | Sí                   | Showtime           | Junto a su marido Robert King |
| 2021          | The Bite       | Sí       | No        | Sí        | Sí                   | Spectrum Originals | Junto a su marido Robert King |
| 2024          | Elsbeth        | Sí       | No        | Sí        | Sí                   | Paramount+         | Junto a su marido Robert King |